# Jacob Tichler
Mr. Jacob Tichler (1770 - Kampen, 4 april 1848) was een Nederlands politicus.
Hij was eerst maire, later schout, en uiteindelijk tot 1838 burgemeester van de toenmalige gemeente IJsselmuiden. Begin maart 1848 overleed zijn echtgenote Maria Diderica van Heimenberg en maand later kwam hijzelf op 77-jarige leeftijd te overlijden.